# 1874 у літературі

## Книги
- «Таємничий острів» — роман Жуля Верна.
- «Дев'яносто третій рік» — роман Віктора Гюго.
- «Подалі від шаленої юрми» — роман Томаса Гарді.
- «Завоювання Плассана» — роман Еміля Золя.

## Поезія
- «Романси без слів» — збірка віршів Поля Верлена.

## Народились
- 25 січня — Вільям Сомерсет Моем (англ. William Somerset Maugham), англійський письменник (помер у 1965).
- 3 лютого — Гертруда Стайн (англ. Gertrude Stein), американська письменниця (померла в 1946).
- 29 травня — Гілберт Кіт Честертон (англ. Gilbert Keith Chesterton), англійський письменник (помер у 1936).
- 9 жовтня — Реріх Микола Костянтинович, російський художник, філософ, вчений, письменник, мандрівник, громадський діяч (помер у 1947).
- 21 грудня – Тадеуш Бой-Желенський, польський письменник (помер у 1941).

## Померли
- 9 лютого — Жуль Мішле, французький історик та публицист (народився в 1798).